# Catholic News Agency
La  Catholic News Agency  (CNA) è un'agenzia di stampa cattolica, che fornisce gratuitamente servizi di informazione religiosa cristiana, a tutto il mondo di lingua inglese. La sede è a Denver, nel Colorado, e il direttore esecutivo è il giornalista peruviano Alejandro Bermudez.
I suoi collaboratori forniscono agenzie, reportage fotografici e commenti alla stampa generalista, che talora sono pubblicate nel sito istituzionale dell'agenzia.

## Storia
La Catholic News Agency (KNA) di Bonn e Berlino fu dal 1952 per numero di lettori il terzo operator tedesco nel campo della stampa cattolica. La sua struttura editoriale poteva della collaborazione di corrispondenti stabili in Europa e negli Stati Uniti.
Se dopo il Concilio Vaticano II vi fu un visibile rafforzamento e rinnovamento del mondo cattolico dal punto di vista intellettuale, tuttavia il crollo della raccolta pubblicitaria iniziò a destare timori negli operatori di settore. La libertà di stampa dei cattolici nella Repubblica Democratica Tedesca e nei Paesi limitrofi dell'est Europa procedette a rilento e fra numerosi ostacoli in tutto il primo dopoguerra. 

Poche edizioni sia della stampa cattolica che politici a tiratura settimanale riuscirono a mantenere la soglia critica delle 50-60.000 tirature, necessaria a coprire i costi di esercizio e a mantenere indipendente l'attività editoriale.
Nel 1971 fu istituito in Vaticano il Centrum informationis Catholicum ("Centro cattolico di informazione") con sede a Roma, che raccoglieva le maggiori Agenzie di stampa nazionali cattoliche attive in Germania, Austria, Svizzera e Paesi Bassi, fra le quali KNA. 

Fu a lungo considerato come un'agenzia semiufficiale della Santa Sede, una sorta di continuazione dell’International Fides Service fondato nel 1927 come organo della Congregazione per la dottrina della fede, e che dopo il Vaticano II declinò d'importanza a favore della Sala Stampa Vaticana.

### In Polonia
La Conferenza Episcopale Polacca nel 1993 attivò una propria agenzia di stampa specializzata formata principalmente da giornalisti e staff laico. 

Essa si basò sul modello di due precedenti agenzie -la Catholic News Agency e la Catholic Agency Press- attive nella seconda metà degli anni '80.

## Il gruppo EWTN
Nel 2011, CNA è stata acquisita dal gruppo EWTN, società di emittenza e diffusione radiotelevisiva (broadcasting) nata negli Stati Uniti il 15 agosto 1981 con diffusione via cavo, e che al 2018 trasmette anche via radio, satellite ed in alta definizione, in lingua inglese e spagnola. 

Il gruppo è rappresentato da vari amministratori di trust ed è privo di azionisti o proprietari. EWTN è interamente finanziato da libere donazioni e i suoi programmi non hanno sponsor o interruzioni pubblicitarie.
ACI Prensa (Catholic Information Agency ACI-Prensa) è l'agenzia stampa "sorella" di CNA, che fornisce servizi di informazione in lingua spagnola, fra le più lette del gruppo EWTN. ACI Stampa è la agenzia in lingua italiana del Gruppo ACI- EWTN.

## Programmazione
Nel 2009 ha avviato uno dei primi calendari liturgici in rete rilasciato con licenza aperta, che quotidianamente fornisce le letture bibliche del giorno, una meditazione, la liturgia delle ore e i salmi.
Papa Giovanni Paolo II contraddistinse il suo pontificato anche per l'attenzione rivolta ai mass media come strumento per una nuova evangelizzazione. In risposta a questi richiami,Catholic News Agency indirizzò i propri servizi a parrocchie, diocesi e siti Internet di orientamento cristiano-cattolico.

L'agenzia opera in coordinamento con la programmazione di EWTN, National Catholic Register e Christian News Wire.
I contenuti pubblicati da CNA si possono trovare tradotti in italiano anche nel sito dell'agenzia di stampa cattolica agensir.it.